# Hanna Karpińska
Hanna Karpińska (ur. 1941 w Warszawie) – polska tłumaczka, specjalizująca się w przekładach literatury bułgarskiej, a także macedońskiej, rosyjskiej i francuskiej. Jej praca przyczyniła się do popularyzacji literatury bułgarskiej w Polsce i wzmocnienia polsko-bułgarskich relacji kulturalnych.

## Biografia
Hanna Karpińska urodziła się w 1941 r. w Warszawie. Ukończyła slawistykę na Uniwersytecie Jagiellońskim w Krakowie, specjalizując się w języku i literaturze bułgarskiej, oraz dziennikarstwo na Uniwersytecie Warszawskim. Przez wiele lat pracowała jako redaktorka w różnych wydawnictwach oraz jako dokumentalistka w Instytucie Slawistyki Polskiej Akademii Nauk. Uczyła języka bułgarskiego w Bułgarskim Centrum Kultury. 
Karpińska tłumaczy literaturę bułgarską, głównie prozę i dramat. Jej przekłady obejmują dzieła takich autorów jak:  Georgi Gospodinow, Aleksander Karasimeonow, Błaga Dimitrowa, Jordan Radiczkow, Bogomił Rajnow i Emilian Stanew. Wiele z przetłumaczonych przez nią sztuk zostało wystawionych na polskich scenach teatralnych. Tłumaczy także z języka macedońskiego, rosyjskiego i francuskiego. Jest również autorką licznych artykułów poświęconych literaturze bułgarskiej oraz problemom przekładu. Współpracuje z czasopismami takimi jak: Dialog, Odra, Fraza, Dzieje Najnowsze. Od 1991 r. prowadzi rubrykę Przegląd Zagraniczny, w której regularnie publikuje recenzje bułgarskiej prasy literackiej. Od 1985 r. jest tłumaczem przysięgłym. 

## Nagrody i wyróżnienia
- Honorowy członek Związku Tłumaczy Bułgarskich[9]
- Odznaka ZAiKSu, 1998[10]
- Nagroda literacka dla tłumaczy, przyznawana przez ZAiKS, 2002[10]
- Medal ZAiKS-u, 2013[10]
- Nagroda specjalna ZAiKSu, 2021[10]
- Order Cyryla i Metodego[3]